# Abarema ferruginea
Abarema ferruginea är en ärtväxtart som först beskrevs av George Bentham, och fick sitt nu gällande namn av Henri François Pittier. Abarema ferruginea ingår i släktet Abarema och familjen ärtväxter. Inga underarter finns listade i Catalogue of Life.